# Oligia tengularis
Oligia tengularis är en fjärilsart som beskrevs av Felix Bryk 1948. Oligia tengularis ingår i släktet Oligia och familjen nattflyn. Inga underarter finns listade i Catalogue of Life.